# Jorge Chavéz internationella flygplats

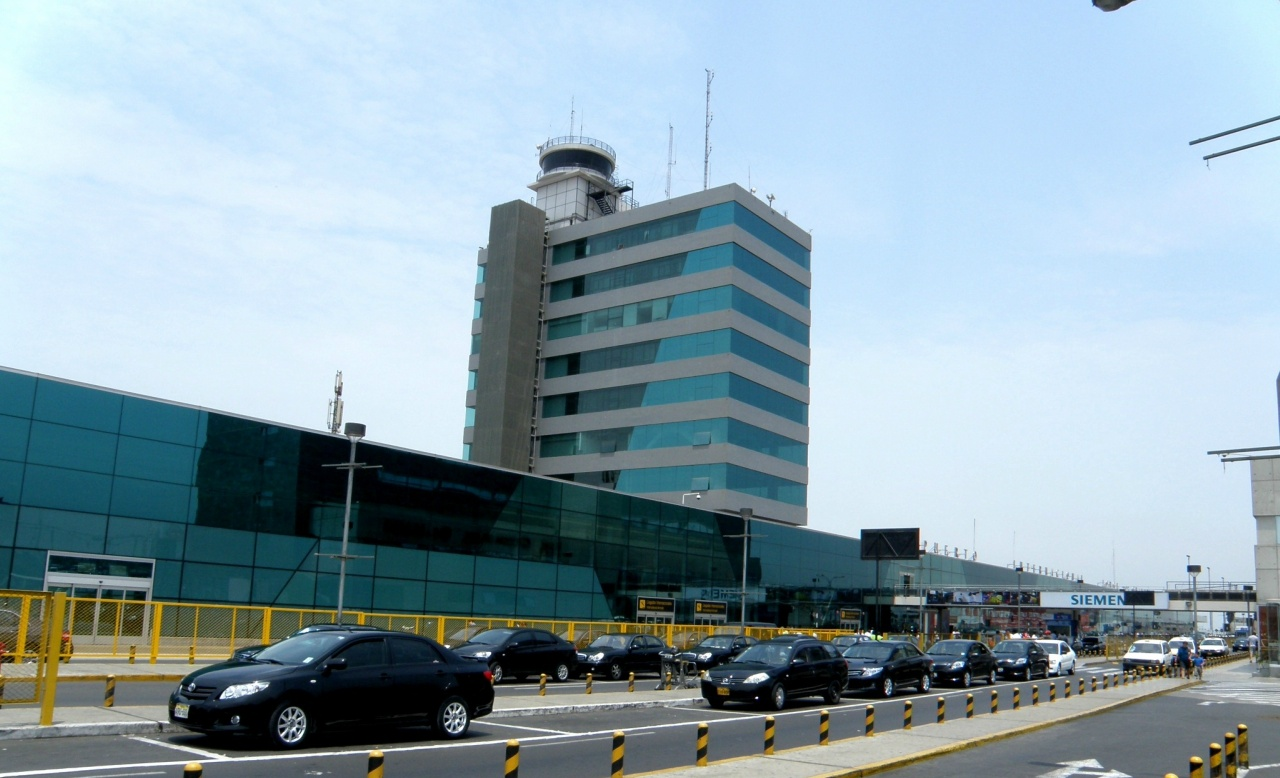
Jorge Chávez

Internationella flygplatsen Jorge Chávez (El Aeropuerto Internacional Jorge Chávez (LIM, SPJC}, är flygplatsen för området Lima Metropolitana, Peru. Den är belägen i Callao, men är tack vare närheten till Lima (blott 10 km från Limas centrum) den naturliga flygplatsen för Lima och också den viktigaste i Peru. Jorge Chávez är en av de tre viktigaste flygplatserna i Sydamerika, jämte El Dorados internationella flygplats i Bogota och São Paulo-Guarulhos internationella flygplats, i San Paulo, Brasilien. Passagerartrafiken uppgår till 63 000 passagerare per dag, 23 miljoner passagerare per år. Flygplatsen har fått sitt namn efter den peruanska flygaren Jorge Chávez (1887-1910).
Den strategiska placeringen i mitten av den sydamerikanska västkusten, har gjort flygplatsen till ett viktigt flygnav. De goda flygförbindelserna mellan Amerika och Europa har möjliggjort en ökad trafik av passagerare, fraktgods och post. Flygplatsen är central för LATAM:s trafik i Sydamerika genom peruanska LATAM Perú och för Sky Airline genom peruanska Sky Airline Perú.
En andra landningsbana och ett nytt kontrolltorn togs i drift den 3 april 2023.

## Ny terminal invigs
En ny terminal för flygplatsen Jorge Chávez invigdes den 16 maj 2025. Första ankommande plan var en Boeing 737-800 från Buenos Aires med 140 passagerare. Under en provperiod kommer terminalen att användas av bara fem flygbolag: Aerolineas Argentinas, Air Europa, Volaris, Arajet och Vingo. Man beräknar att med den nya terminalen kan kapaciteten 15 miljoner passagerare per år för Jorge Chávez ökas till 30 miljoner.